# Gary McKinnon
Gary McKinnon, anche noto come Solo (Glasgow, 10 febbraio 1966), è un programmatore e hacker britannico.
È accusato dalla giustizia statunitense di aver perpetrato "la più grande intrusione informatica su computer appartenenti alla difesa che si sia mai verificata in tutti i tempi."
Catturato nel Regno Unito in seguito ad una richiesta di estradizione dagli Stati Uniti d'America - in quella che alcuni considerano una persecuzione giudiziaria contro un capro espiatorio - nel 2012 venne negato dal Regno Unito alla giustizia statunitense. Affetto dalla sindrome di Asperger, è considerato una delle più grandi menti informatiche di tutti i tempi.

## Biografia
McKinnon, che ha la sindrome di Asperger, è sistemista temporaneamente disoccupato quando viene accusato di intrusione illecita dentro ben 97 server militari degli Stati Uniti e della NASA nel 2001 e nel 2002. La rete di computer che è accusato di aver penetrato include reti possedute dalla NASA, dallo US Army, US Navy, dipartimento della difesa e della Forza Aerea degli Stati Uniti, oltre ad un sistema non appartenente al Pentagono. Stime USA dichiarano che i costi del monitoraggio e correzione dei problemi che lo si accusa di aver provocato si possano calcolare tra i 450.000 e i 700.000 dollari.
McKinnon venne all'inizio rintracciato nella rete telematica ed arrestato sotto il capitolo legale della legge sugli abusi informatici dalla National Hi-Tech Crime Unit (NHTCU) del Regno Unito nel 2002, e successivamente nello stesso anno venne posto sotto giudizio dal governo degli Stati Uniti. Rimase in libertà anche se soggetto a libertà condizionale che includeva l'obbligo di firma nella stazione di polizia della sua località di residenza ogni sera, e di rimanere nel suo indirizzo di casa la notte. In aggiunta venne bandito dall'utilizzo di qualsiasi computer con accesso ad internet. Non vi sono stati ulteriori sviluppi rispetto ai capi di accusa rilevanti nella legislazione del R.U., ma verso la fine del 2005 gli Stati Uniti formalmente cominciarono le procedure di estradizione.
Tra le altre scusanti McKinnon afferma di avere la sindrome di Asperger, una forma di autismo che non comporta limitazioni a livello intellettuale.

## Dichiarazioni rese ai mezzi d'informazione
Per ragioni dovute sia all'intervallo di tempo tra la sua incriminazione e l'inizio formale delle procedure di estradizione ed anche per il crescente interesse dei media nel suo caso, Gary McKinnon ha avuto un certo numero di occasioni per interpellare i mezzi d'informazione.
In un'intervista televisiva concessa al programma della BBC Click programme, dichiarò che era stato capace di accedere ai network militari semplicemente usando uno script scritto in linguaggio Perl che rintracciava le password in bianco (blank password); in altre parole le sue dichiarazioni fanno pensare che vi fossero connessi computer attivi su queste reti con le password di default (native) ancora attive.
Alla conferenza della Infosecurity Europe 2006 tenutasi a Londra il 27 aprile 2006, McKinnon apparve nella sezione Hackers' Panel. Quando gli venne domandato come siano state scoperte le sue intrusioni, McKinnon rispose che si era sbagliato nel calcolo della fascia oraria: stava usando del software di controllo-remoto per operare un computer basato sul sistema Windows mentre il proprietario stava seduto in fronte ad esso.
McKinnon ha ammesso in molte dichiarazioni pubbliche di aver goduto di accesso non autorizzato a sistemi di computer negli USA includendo quelli specificamente menzionati nelle accuse legali americane.

### UFO e Free Energy
Si è giustificato dicendo che la sua motivazione era cercare una prova dell'esistenza degli UFO e disse di sapere per certo che i militari americani fossero in possesso della tecnologia dell'antigravità e che il governo USA stesse cercando di sopprimere la diffusione della "Free Energy" (energia libera).
Gary McKinnon afferma anche che il governo federale USA sta cercando di fare di lui un capro espiatorio infliggendogli una condanna spropositata, fino a 70 anni di carcere, ammesso che venga autorizzata l'estradizione in USA per il processo. Il suo avvocato afferma che potrebbe finire nel carcere di Guantanamo Bay. Comunque, i suoi sostenitori affermano che il renderlo un capro espiatorio non dissuaderà altri hacker, dal momento che la maggioranza di loro si ritengono al sicuro dalla cattura.

### La più grande intrusione hacker militare della storia?
L'accusa di aver perpetrato "the biggest military hack of all time" (La più grande intrusione su computer militari di tutti i tempi) è contestata da McKinnon, che si autodescrive come uno "smanettone inetto" che sotto l'influenza della cannabis è entrato non distruttivamente in sistemi lasciati aperti e senza misure di sicurezza.
L'ipotesi che si tratti della più grande intrusione si riferisce ad incidenti di hacking previamente documentati; tra questi uno del maggio 2001, quando uno o più hacker irruppero in un server del governo U.S.A. che immagazzinava del software per satelliti ed operarono un furto di codice informatico. Le tracce avevano portato gli investigatori ad indagare un servizio di e-mail basato in Svezia, ma i colpevoli non vennero mai catturati.
Prima di questo evento, nel 1997, due teenager californiani ed un trio di hacker israeliani vennero arrestati per intrusione indebita dentro i server del Pentagono. L'hacker israeliano Ehud Tenenbaum, allora diciottenne, ed i suoi complici coetanei non vennero estradati, ma vennero legalmente indiziati dalle autorità locali.
McKinnon ha anche dichiarato che in molte occasioni notò la contemporanea presenza di altri accessi illegali agli stessi sistemi e si difende suggerendo che non era la sola persona a commettere queste intrusioni. Per esempio il Pentagono ha dichiarato in passato di aver subito almeno 250.000 intrusioni e/o attacchi hacker e/o cracker in un solo anno.

## Sviluppi legali
L'udienza per l'estradizione di Gary McKinnon si è tenuta il 10 maggio 2006 alla Corte dei Magistrati di Bow Street.
L'estradizione negli USA, con la messa sotto accusa per quei delitti, avrebbe potuto portare McKinnon ad avere di fronte a sé 70 anni in carcere; McKinnon, che ha inoltre espresso il timore di poter essere inviato a Guantanamo Bay, si è opposto alle procedure di estradizione, argomentando di dover subire il processo nel Regno Unito, poiché i suoi "crimini" vennero commessi in tal loco e non nel territorio degli Stati Uniti.
Ad un'udienza del 12 aprile 2006 l'accusa ha presentato una nota non firmata della ambasciata statunitense, pretendendo di garantire che McKinnon non sarebbe stato processato secondo la Legge marziale statunitense (13 novembre 2001 - 66 Fed. Reg. 57,833 "Military Order"), che permette ai sospetti terroristi di essere processati dalla giustizia militare. Tuttavia, la difesa obiettò che la nota non era firmata e quindi non vincolante. La difesa chiamò come testimone Clive Stafford-Smith, un legale statunitense che difende gli internati di Guantanamo Bay. Stafford-Smith affermò che la nota non avrebbe evitato a McKinnon il trattamento da terrorista. Il caso fu aggiornato al 10 maggio. Secondo la legge inglese, Extradition Act 2003, per una richiesta di estradizione americana non è richiesta la presenza di prove alle accuse.
Il 4 luglio 2006 il segretario John Reid ha deciso di concedere l'estradizione "per crimini connessi all'hacking".
Il 30 luglio 2009 la Camera dei Lord ha dato il via libera all'estradizione negli Stati Uniti di Gary McKinnon.
Tuttavia le condizioni di salute di McKinnon sembrano non essere buone. In seguito alle sue turbolente vicende giudiziarie, l'hacker ha subito nelle ultime settimane un crollo psicologico che lo avrebbe portato ad un distaccamento da sé stesso e dal mondo esterno, il che metterebbe in dubbio l'ipotesi della sua estradizione negli Stati Uniti.
Il 16 ottobre 2012 Theresa May, Sottosegretario di Stato per gli Affari Interni del Regno Unito, ha respinto la richiesta di estradizione avanzata dalle autorità statunitensi circa 10 anni fa. Alla base della decisione ci sono appunto le precarie condizioni fisiche del cinquantacinquenne scozzese.